# Frode sul mercato dei cambi
La frode sul mercato dei cambi (noto anche come mercato forex) è un sistema utilizzato nell’intento di truffare i trader (o apprendisti trader). La frode non indica un solo e unico metodo che porta a questa truffa, ma ne esistono diversi.

## Chiusura affrettata
Tra le truffe più diffuse, si trovano i siti che incassano i soldi degli investitori e che chiudono i battenti da un giorno all’altro. Questi trader non sono quindi in grado di recuperare più i propri soldi.

## Pubblicità ingannevole
La truffa di gran lunga più diffusa consiste nel convincere l’internauta, attraverso numerose pubblicità ingannevoli, che si arricchirà molto rapidamente senza il minimo sforzo e con pochissimo capitale di partenza. Il rischio di perdita non viene quindi menzionato. L’attrattiva del guadagno, la mancanza di informazione e di formazione sono i tre principali vettori che sono all’origine di queste perdite subite dagli apprendisti trader. Questi ultimi non hanno soprattutto la formazione per utilizzare correttamente la leva finanziaria che ha quindi delle conseguenze disastrose.

## Frequenza
Le frodi sono sempre più numerose, soprattutto tramite Internet. In Italia, le autorità di vigilanza per quanto riguarda i mercati e gli intermediari finanziari sono principalmente la CONSOB e la Banca d'Italia, ma anche il Ministero dell’economia e delle finanze. In particolare, secondo quanto stabilito dall’articolo 5 del TUF (Testo Unico della Finanza), la CONSOB è competente per la trasparenza e la correttezza dei comportamenti nell’ambito finanziario e la Banca d'Italia per il contenimento del rischio, la stabilità patrimoniale e la sana e prudente gestione degli intermediari. Nel 2017, l’ACF (Arbitro per le Controversie Finanziarie), organismo di risoluzione stragiudiziale delle controversie tra risparmiatori ed intermediari, istituito dalla CONSOB, ha ricevuto 1839 ricorsi, di cui 1469 ammessi, con 5,2 milioni di euro di risarcimenti complessivamente riconosciuti. 
In particolare, per quanto riguarda proprio le frodi sul mercato dei cambi, sul sito della CONSOB sono presenti diversi consigli e link utili che mettono in guardia contro le numerose truffe di alcune piattaforme online di trading. Oltre a ciò, la
CONSOB provvede ad autorizzare alcune piattaforme di trading e a tenere monitorato il loro operato al fine di tutelare gli investitori italiani. Per esempio, nel 2015 e nel 2016, sono state 44 le comunicazioni a tutela dei risparmiatori (“warning”) riguardanti soggetti operanti soprattutto tramite Internet, mentre le segnalazioni all’Autorità Giudiziaria sono aumentate da 63 a 77 dal 2015 al 2016. Questo tipo di frodi non riguarda ovviamente solo l’Italia. Per esempio, in Francia, tra il 2009 e il 2012, sarebbero state segnalate 13 000 vittime, con una perdita totale di 175 milioni di euro. Sempre in Francia, l’Autorité des Marchés Financiers (AMF, in italiano: Autorità dei Mercati Finanziari) ha ricevuto nel corso dei primi sette mesi del 2014 un totale di 810 denunce, ovvero più del totale del 2013. Dal 2008, il trading di valute è diventato, secondo Michael Dunn della Commodity Futures Trading Commission degli Stati Uniti, la "frode del giorno".